# 黑松片
黑松片是东北官话的一个方言片，分布在黑龙江省和内蒙古呼伦贝尔市，其下又分嫩克、佳富、站话三个小片。

## 特征
黑松片区别于其他东北官话的特征，在于普通话的开口零声母字，如“鹅爱矮袄藕”等，黑松片读音不定，有时候读零声母，有时候读[n]声母。
黑松片内部各小片的划分标准是普通话读[ʈ͡ʂ ʈ͡ʂʰ ʂ]声母的字（即汉语拼音zh ch sh），嫩克小片仍读作[ʈ͡ʂ ʈ͡ʂʰ ʂ]；佳富小片以读[t͡s t͡sʰ s]居多。
站话小片实质上是黑龙江西部的一系列方言岛，完全被嫩克小片包围。源于清初于今黑龙江西部设立的一系列驿站，站丁及其家人是吴三桂手下云贵籍和部分北方籍士卒。因此形成的方言岛被成为“站话”。其音韵特征，如[ʌ uʌ ʌu iʌu]四个韵母与其他东北官话都不同。考虑到地理因素，而将其归入黑松片。